# Piața Unirii (Cluj-Napoca)

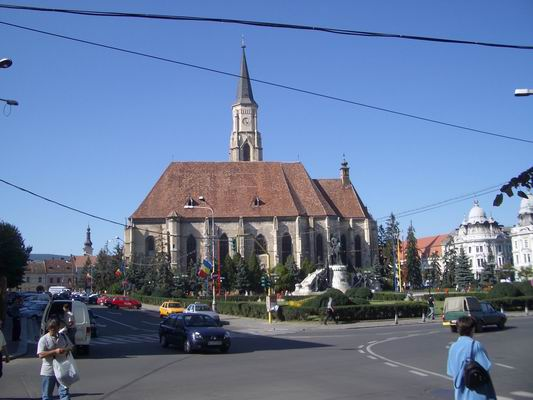
Piaţa Unirii vista a partir do sudoeste.

Piaţa Unirii ("Praça União", em romeno) é a maior praça da cidade romena de Cluj-Napoca, em torno da qual se estende o distrito central da cidade. A Igreja de São Miguel, com o maior campanário do país, localiza-se nesta praça.